# اکستر (فلوتو)
اکستر (به آلمانی: Exter) یک منطقهٔ مسکونی در آلمان است که در فلوتو واقع شده‌است. اکستر ۳٬۰۵۷ نفر جمعیت دارد.